# Astyanax varzeae
Astyanax varzeae es una especie de pez de la familia Characidae en el orden de los Characiformes.

## Morfología
Los machos pueden llegar alcanzar los 8,3 cm de longitud total.
- Número de  vértebras: 36-38.[1]

## Hábitat
Vive en zonas de clima tropical.

## Distribución geográfica
Se encuentran en Sudamérica: cabeceras del Río da Várzea (cuenca del río Iguazú, Brasil).